# 櫃子開了
《櫃子開了》是一部由國立台灣藝術大學學生所拍攝的短片、導演鄭宇宏。本片雖然是學生作品，但是因為對於學生生活刻畫細膩的關係而獲得廣大的迴響和電視媒體報導。

## 故事劇情
本片故事的內容建立在臺北市立建國高級中學與台北市立成功高級中學之間的「建成情結」之上。臺北男校第一志願的建國中學和第三志願的成功高中有著一種競爭的關係，而主角阿凱是一位就讀於成功高中的男生。阿凱在搭乘捷運上學的途中巧合認識了建中的學生阿峰。阿凱對阿峰的態度從一開始的羨慕逐漸變成一種複雜的感覺。在多次的誤會之下，阿凱開始認同自己的同性戀傾向、並且以為阿峰對自己也有同樣的想法，可是阿峰其實已經有了一個女朋友。阿凱與阿峰之間的關係從萍水相逢變成無話不談的好友、然後開始漸行漸遠，最後重新變回了兩條永無交集的平行線。

## 演員
- 陳家輝
- 陳彥任

## 外部連結
- 你說甚麼事務所: 台藝大廣電系日三電視製作B組作品-櫃子開了 （页面存档备份，存于）
- Fly's GAY BLOG 近期 關閉: 「同志類」 2002年台灣學生短片《櫃子開了》 （页面存档备份，存于）
- 豆瓣电影上《櫃子開了》的資料 （简体中文）